# 조지 하디

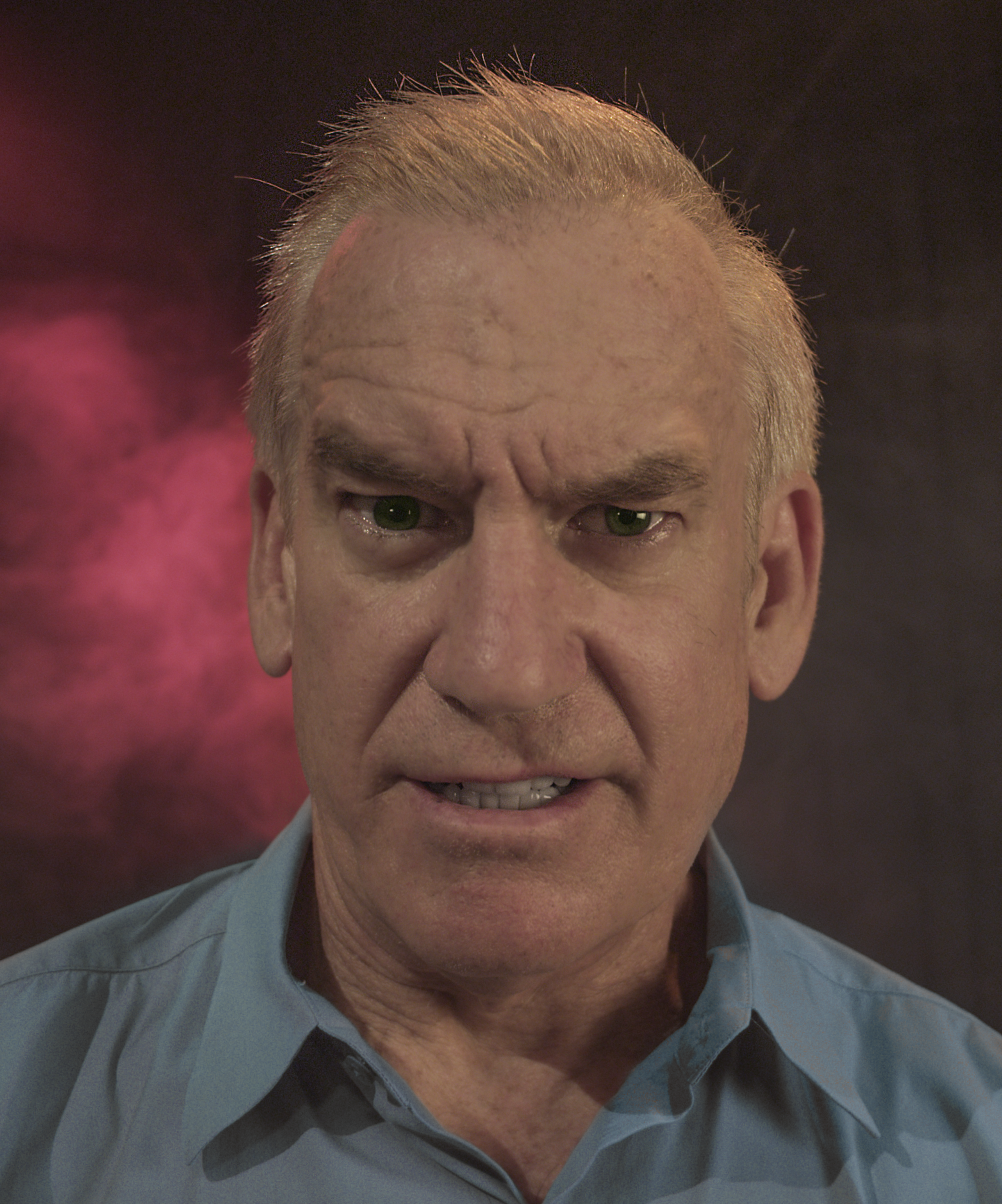

조지 하디(George Hardy, 1954년 10월 16일 ~ )는 미국의 배우, 영화배우, 치과의사이다.

## 영화
- 정크 (2012년)
- 최악의 영화 (2009년)
- 트롤 2 (1990년) - 마이클 역